# 全農サイロ
全農サイロ株式会社（ぜんのうサイロ、英文名称：Zennoh Silo Corporation）は、JA全農グループの倉庫会社。1968年設立の神戸サイロ株式会社、1969年設立の東海サイロ株式会社、1970年設立の鹿島サイロ株式会社の3社が1975年に合併して発足した。出資比率はJA全農が90%、東洋埠頭が4%、名港海運と三ッ輪運輸が各3%。
全国6箇所のサイロで飼料・油糧用のとうもろこしや大豆等を扱うほか、輸送コンテナでの牧草の輸送、大豆の選別などを行う。年間の取扱量は500万トン弱。

## 拠点
- 本社 - 〒101-0063 東京都千代田区神田淡路町2-29
- 東海支店 - 〒478-0046 愛知県知多市北浜町16

1969年に、東海サイロ株式会社として開設。サイロ収容能力は152,260トン。65,000トン級の岸壁と小型船岸壁4バース、平倉庫を有する。主な扱い品目は、飼料と食糧用とうもろこし。
- 鹿島支店 - 〒314-0103 茨城県神栖市東深芝3

1970年に、鹿島サイロ株式会社として開設。サイロ収容能力は245,305トンで、単一事業者としては日本最大。65,000トン級の岸壁と小型船岸壁3バース、定温倉庫を有する。主な扱い品目は、関東・南東北向け飼料と搾油用大豆。
- 志布志支店 - 〒899-7103 鹿児島県志布志市志布志町志布志3312

サイロ収容能力は108,300トン。65,000トン級の岸壁と小型船岸壁4バース、平倉庫・定温倉庫を有する。主な扱い品目は、九州・沖縄・瀬戸内沿岸向け飼料と、九州・山口県向け牧草。
- 新潟支店 - 〒957-0101 新潟県北蒲原郡聖籠町東港3-6962-1

1988年に開設。サイロ収容能力は47,910トン。65,000トン級の岸壁と小型船岸壁1バース、平倉庫・定温倉庫を有する。新潟東港にあり、穀物専用岸壁としては本州日本海側唯一である。主な扱い品目は、近県向け飼料と食糧用小麦、米穀。
- 倉敷支店 - 〒713-8103　岡山県倉敷市玉島乙島新湊8267

2017年に開設。サイロ収容能力は110,000トン。西日本地区の国際物流の重要拠点として整備の進む水島港玉島ハーバーアイランドにあり、飼料工場・製油工場とともに食料コンビナートを形成している。
- 釧路支店 - 〒084-0914 北海道釧路市西港2-102-4

サイロ収容能力は106,946トン。40,000トン級の岸壁2バース、平倉庫を有する。主な扱い品目は、酪農用飼料原料。